# Brenda Bailey
Brenda Yamyleth Bailey Gómez (ur. 11 września 1994) – honduraska zapaśniczka. Trzykrotna medalistka igrzysk Ameryki Środkowej, złota w 2013 i 2017. Brązowa medalistka igrzysk Ameryki Środkowej i Karaibów w 2014 i 2023. Ósma na mistrzostwach panamerykańskich w 2016 roku.